# Xaenapta timorensis
Xaenapta timorensis là một loài bọ cánh cứng trong họ Cerambycidae.